# Leptailurus serval constantinus
Leptailurus serval constantinus es una subespecie de serval, un mamífero carnívoro de la familia Felidae, oriundo de África del Norte. (enlace roto disponible en Internet Archive; véase el historial, la primera versión y la última). 